# Émile Pataud
Émile Pataud, né le 16 juin 1870 à Paris où il est mort le 17 janvier 1935, est un militant syndicaliste révolutionnaire français puis anarcho-syndicaliste. Pendant une brève période de sa vie, vers 1909, il donne avec Émile Janvion des conférences et des meetings anti-maçonniques et antisémites.  
Les mouvements de grève qu'il mène de 1905 à 1910 lui valent une notoriété éphémère, faisant de lui un acteur non négligeable de la scène politique. Ses actions façonnent les débuts des organisations syndicales du mouvement ouvrier, surtout en matière de grève et d'action directe.

## Débuts
Pataud naît dans une famille très pauvre à Paris en 1870. Après de bonnes études primaires, il quitte le système scolaire à quinze ans pour travailler aux usines Cail. C'est alors qu'il participe à des groupes d'études sociales et fréquente des cercles socialistes blanquistes et guesdistes. Il s'engage ensuite comme mécanicien dans la Marine, où il acquiert ses conceptions antimilitaristes, puis il travaille dans diverses compagnies d'éclairage et devient secrétaire d'Emmanuel Chauvière, élu socialiste du 15e arrondissement de Paris.

## Participation au mouvement syndical

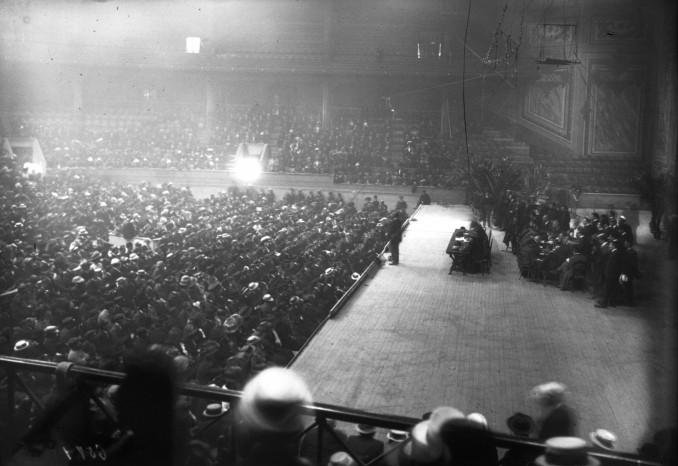
Grève des postiers à l'hippodrome, meeting du 14 mai 1909, Pataud à la tribune.

En avril 1899, Pataud fonde, avec quelques ouvriers et employés appartenant à divers groupements socialistes, le groupe d'études sociales L'Émancipation. Avec le décorateur Georges Crépin et l'employé de commerce Pinac, il est convaincu de l'insuffisance de l'action politique pour affranchir le prolétariat et qu'il faut la conforter par l'action économique - coopérative et syndicale - et par l'action intellectuelle dans des groupes d'éducation sociale mutuelle. À la suite de l'adhésion de jeunes ouvriers et sous l'impulsion de Marie Baertschi, le groupe d'études sociales est transformé en université populaire avant la fin de l'année.
En 1902 Pataud entre à la Compagnie parisienne de distribution d'électricité (CPDE) et a l'idée de créer un syndicat des électriciens.
En 1903, il participe à la création du Syndicat des travailleurs des industries électriques (STIE) où il occupe le poste de secrétaire adjoint. Ce syndicat a l'ambition de regrouper tous les salariés du secteur, mais seulement un millier des 15 000 travailleurs syndicalisables le rejoint. Les syndicats de l'énergie sont alors séparés en réformistes et révolutionnaires : Pataud mène les électriciens dans la voie de l'action directe tracée par la Confédération générale du travail (CGT), tandis que Louis Larrige incite les gaziers à la conciliation et au compromis dans leurs négociations. En rupture avec la Fédération du gaz, le STIE rejoint en décembre 1903 la Fédération des métaux de la CGT.

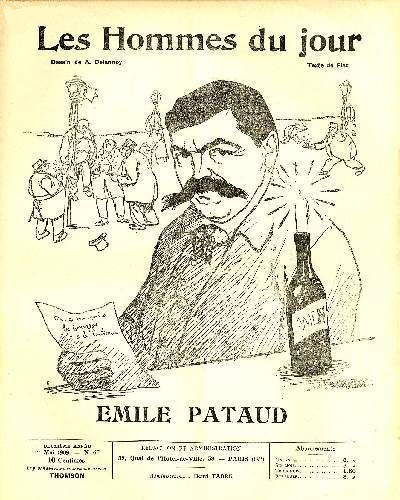
Caricature d'Émile Pataud par Aristide Delannoy pour Les Hommes du jour, no 67, 1909.

En mars-avril 1909, il part pour une tournée de conférences, notamment dans le Nord et à Bordeaux, ce qui mène à la constitution de la Fédération des chauffeurs mécaniciens électriciens automobilistes.
Pataud prend alors conscience qu'il faut renforcer et rendre plus cohérent le syndicalisme de la profession qui reste principalement parisien. En mars 1910, il écrit dans Le travailleur de l'électricité :

« Tous nos efforts doivent converger à une organisation sérieuse capable de réaliser enfin une vraie grève générale […]. Or, excepté le département de la Seine, la France ne compte pas 400 syndiqués des usines électriques […]. Une fédération groupant tous ceux qui concourent à la production de l'énergie sous toutes ses formes sera considérée avant peu comme indispensable par tous ceux que les questions personnelles n'aveuglent pas. »

## Le «roi Pataud»

### Influence de Pataud
Pataud étant une figure en vue de la CGT syndicaliste et révolutionnaire du début du XXe siècle, son rôle dépasse de loin le mouvement syndical des électriciens. Dédaignant les partis politiques, il affirme une opposition déterminée à l'État bourgeois et prône la grève générale comme arme absolue du « Grand Soir ». En faisant cohabiter des paroles tranchantes, sans compromis ni concessions, avec des actions grévistes réalistes qui vont dans le sens d'une amélioration des conditions de travail, il devient un leader de grève efficace.
Il initie l'utilisation des coupures de courant comme technique de grève qui marque les esprits et négocie les accords qui interrompent ces conflits, devenant ainsi rapidement un personnage public assez sulfureux appelé par la presse le « Roi de l'ombre », le « Prince des ténèbres », l'« Éteigneur d'étoiles », le « Roi Pataud » ou encore le « Citoyen Pataud »,.
Il intéresse aussi certains intellectuels comme le philosophe Alain, à qui il permet de réfléchir sur les moyens d'action des salariés et des patrons, et de leurs droits respectifs, ainsi qu'au rôle de l'État dans les conflits sociaux,.
L'État réagit d'ailleurs rapidement pour contrer les coupures de courant de Pataud en mettant en place dès 1908 un dispositif prévoyant de recourir aux sapeurs du génie pour remplacer les électriciens en cas de grève de ceux-ci. Pataud réussit tout de même grâce aux coupures de courant à impliquer les pouvoirs publics dans la recherche de dénouements favorables, comme dans la grève de mars 1907 où il est reçu par le préfet de la Seine et le lendemain par le président du conseil municipal de l'Hôtel de ville de Paris avant même le début du mouvement, cherchant ainsi à assurer le succès des revendications par la négociation tout en menant des actions directes radicales.

### Grèves

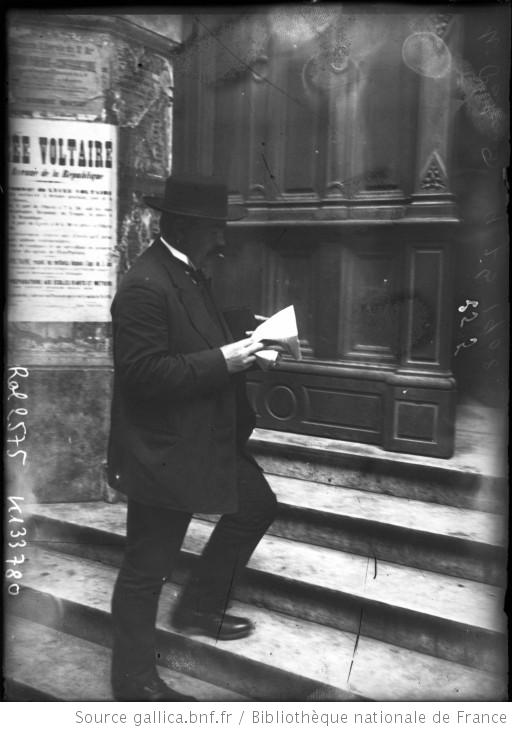
Émile Pataud devant le lycée Voltaire à Paris, 9 septembre 1908.

À partir de 1905, Pataud organise diverses grèves dures accompagnées de coupures de courant. En février 1905, le courant est interrompu pendant 45 minutes dans un quartier proche de l'Opéra, occasionnant la réaction du préfet. Les électriciens parisiens obtiennent alors des améliorations importantes de leurs conditions de travail.
Le 7 mars 1907, Pataud déclenche une grève surprise où les ouvriers électriciens de Paris plongent dans l'obscurité les quartiers de la capitale déjà électrifiés (sauf les Halles). À 18 h, Clemenceau, alors président du Conseil, fait appel aux sapeurs du génie casernés à Versailles pour remplacer les électriciens, ce qui indigne les députés socialistes et fait interpeller le gouvernement par Jaurès. Le 9 mars, une délégation des grévistes est reçue à l'Hôtel de ville et obtient satisfaction sur ses revendications.
Le 6 août 1908, une coupure de courant inopinée de deux heures est organisée à Paris pour soutenir les revendications du personnel. Mansuelle, un artiste lyrique, porte plainte contre Pataud qui l'empêche ainsi de se produire sur scène. Celui-ci est condamné à lui payer 8 francs de dommages et intérêts.
Le 6 mars 1909, René Viviani, alors ministre du Travail, est plongé dans le noir lors de son banquet à l'Hôtel Continental par Pataud qui réclame une augmentation de salaire pour les ouvriers électriciens. Il est à nouveau poursuivi pour cette action,.

## Vers l'oubli
Après le débrayage du personnel électricien de l'Opéra de Paris du 29 novembre 1909 lors d'une représentation de gala en l'honneur du roi du Portugal où l'Élysée aussi est visé, le gouvernement finit par avertir que toute nouvelle grève de ce type sera considérée comme une tentative insurrectionnelle.

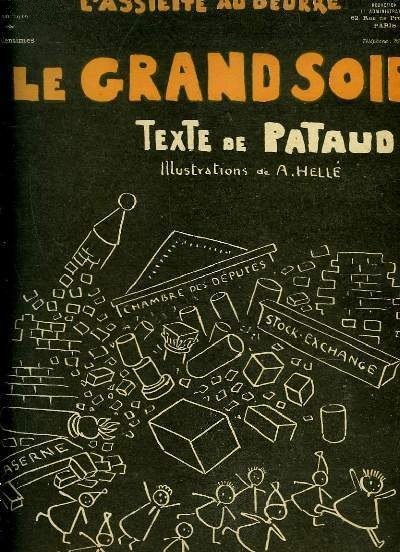
couverture de L'Assiette au beurre no 475 - « Le Grand Soir », texte de Pataud, illustrations de Hellé.

En 1910, il rédige un numéro de L'Assiette au beurre, « Le grand soir » : il  modernise un thème messianique en l'associant à la grève générale qui plongera la France « dans le  noir ». En octobre 1910, pendant la grève des cheminots, alors que Pataud tente de déclencher une coupure de courant dans tout le département de la Seine, l'armée intervient et fait échouer l'opération. Un mandat d'arrêt pour incitation au sabotage est lancé contre lui et 350 salariés sont renvoyés. Il se réfugie en Belgique et finit par revenir en janvier 1911.
Les initiatives, l'autoritarisme et le goût du pouvoir de Pataud dans la Fédération des métaux finissent par lasser : contesté, il démissionne du secrétariat du syndicat en juin 1911. Pataud fréquente quelque temps les milieux antisémites et antimaçonniques de l'Action française avec Émile Janvion et est exclu de la CGT en 1913 pour cela. Charles Maurras et Henri Dutrait-Crozon lui dédient leur opuscule Si le coup de force est possible. Embauché à la CPDE, il réadhère à la CGT (syndicat des employés de l'électricité) et milite encore dans ce syndicat pendant la guerre de 1914.  Après la Première Guerre mondiale il devient artisan électricien dans le quartier parisien de Clignancourt et meurt en 1935.
En 1920 des grèves importantes surviennent mais les menaces des électriciens ne sont pas mises à exécution. L'Illustration du 29 mai commente : « L'éducation bourgeoise a fait des progrès depuis le jour, pas très lointain, où l'on tremblait à l'idée de voir le courant coupé par M. Pataud, qui oublie aujourd'hui sa royauté d'antan dans la peau d'un commerçant actif devenu un « bon » patron. »
L'Aurore du 8 juillet 1949 cite encore Pataud pour fustiger les agissements communistes à EDF : « Il y a le précédent Pataud ? Mais feu Pataud n'allait pas chercher, lui, les consignes à l'étranger. »
Pataud finit par tomber dans l'oubli, néanmoins, durant ses années de militantisme actif, il est un modèle du syndicalisme de la Belle Époque, encouragé par sa profession et sa confédération dans son opposition au patronat et à l'État pour faire progresser la condition salariale. Il fait vivre quelque temps les idées d'« accroissement du mieux-être des travailleurs par la réalisation d'améliorations immédiates » tout en visant « l'émancipation intégrale qui ne peut se réaliser que par l'expropriation capitaliste », piliers de la Charte d'Amiens.

## Œuvres
- Émile Pataud et Émile Pouget, Comment nous ferons la Révolution, Paris, Éditions Tallandier, 1909, 298 p. (présentation en ligne, lire en ligne)
- Émile Pataud (Texte) et André Hellé (Illustrations), « Le Grand Soir », L'Assiette au beurre, no 475,‎ 7 mai 1910